# 圣萨尔瓦多 (贝雅区)
圣萨尔瓦多（葡萄牙語：São Salvador）是葡萄牙贝雅区的一个堂区。总面积164.4平方公里，总人口3285人，人口密度20人/平方公里。